# Канпирак
Канпирак — остатки древней стены, возведённой вокруг Древнебухарского оазиса, на территории Узбекистана.
Общая протяжённость стены определяется в 336 километров. Учитывая большое количество зигзагов, исследователи полагают, что её длина превосходила 350 километров. До наших дней эта древняя стена дошла в виде грандиозного оплывшего вала. Поверхность вала покрыта мелким красно-жёлтым галечнико-песчаным слоем. Местами он засыпан песчаными барханами, в отдельных местах промыт сбросами, а в культурной полосе — распахан. Ширина вала в среднем составляет 25—35 метров, высота его — 1—3 метра, местами — до 4 метров. Сохранились также остатки башен, выступающих за линии стены, и фортификационных сооружений. На каждом 4—8- метре, а иногда и 10-м километре сохранились остатки древних крепостей.
Интересный рассказ об этой стене приводится в «Истории Бухары» Наршахи. По сообщению Масуди, у Салмуи в его книге «О государстве Аббасидов и династии хорасанских эмиров», что стена вокруг Древнебухарского оазиса была построена в далёком прошлом одним из древнесогдийских царей для защиты от набегов тюркских племён, а затем её восстановил Абул Аббас Сулейман ат-Туси, назначенный халифом Аль-Махди на пост наместника Хорасана.
В бухарском типо-литографическом издании и некоторых рукописях «Истории Бухары» эта стена именуется «Девори Канпирак» («Стена Канпирак»), а в других рукописях — «Девори Канди бузург», «Девори Кандизак» и так далее. Местное население называет его «Кампир девором» («Стена старуха»). Известны различные легенды, объясняющие происхождение этого названия. Рассказывают, будто эта стена была создана по распоряжению какой-то царицы-старухи, а потом и названа «Кампир девором». В исторической литературе, в том числе и у профессора А. Ю. Якубовского, применено название «Кампир дувал».
По словам переводчика книги Наршахи с арабского на персидский язык Ахмеда ибн Мухаммеда ибн Насра, у Наршахи приводится лишь краткий рассказ об этой стене. Подробные сведения о ней имеются у Абулхасана Нишапури в его книге «Хазаин ал-улум». Согласно этому рассказу, «Стена Канпирак» была возведена для защиты оседлого населения и цветущих земледельческих районов Древнебухарского оазиса от грабительских набегов степных кочевников. Строительные работы были начаты в 782/783 году и завершены 830/831 году.  Вдоль стены в отдельных местах были построены ворота, а через каждые полмили — мощные башни. В дальнейшем стену приходилось периодически ремонтировать, что требовало значительных затрат живого труда и материальных средств. Работы по реставрации стены продолжались до начала правления Исмаила Самани (892—907). После приказания Исмаила Самани прекратить всякие работы по ремонту стены, она постепенно начала разрушаться.
Этот грандиозный памятник уже в конце XIX века привлёк к себе внимание русских востоковедов. Первые сведения о стене приводится в трудах В. В. Бартольда. Остатки стен впервые были обнаружены в 1896 году Н. Ф. Ситняковым, а в 1915 году — Л. А. Зиминым — в восточной части Бухарского оазиса, между бугром Кызыл-тепе и укреплением Хазара. В 1934 году этот участок был исследован археологической экспедицией во главе с А. Ю. Якубовским. Затем изучение остатков стены продолжил В. А. Шишкин, обнаруживший следы стены в нескольких пунктах на востоке и юге Бухарского оазиса. По поручению В. А. Шишкина О. В. Обельченко произвёл разрез остатков стены в районе железнодорожной станции Куйи-Мазар.
В процессе полевых работ 1956—1959 годов исследователям под руководству Я. Г. Гулямова удалось в основном завершить исследование остатков всей стены, нанести её контуры на карту, а затем составить схему её расположения. В нескольких местах были произведены разрезы остатков стены, позволившие в основном установить её структуру и первоначальную ширину.
Исследователями было доказано, что при изменении границ культурных земель в Древнебухарском оазисе изменяются и контуры стены Канпирак. Опустевшие районы оставались вне стены, а вновь освоенные культурные земли включаются внутрь её.
Поскольку оборонительные стены проводились строго по границам древних орошенных земель, линия стены Канпирак в основном чётко определяет размеры культурных земель и динамику оросительной системы Древнебухарского оазиса в VII—X веках. В X—XII веках, в период правления Саманидов и Карахинидов, границы орошенных земель вышли далеко за пределы стены, а начиная монгольского завоевания и особенно в XVII—XIX веках культурные земли оазиса резко сократились и во многих местах даже не достигали пределов древней стены Канпирак.